# اورمی
اورمی به معنای وجود اوره در خون است. سندرم اورمی را می‌توان آخرین نشانهٔ نارسایی کلیه دانست. اورمی و سندرم اورمی را می‌توان به معنای میزان بالای اوره در پلاسما در نتیجه نارسایی کلیوی دانست.

## علائم بالینی
علائم بالینی در اورمی از علائم کمبود آب و کاهش حجم ادرار تا کاهش هوشیاری متغیر است.

## تشخیص
جهت تشخیص آزمایش خون و سنجش BUN و Cr و Na و K و آزمایش ادرار ضروری است.

## درمان
درمان از سرم تراپی جهت جبران حجم از دست رفته در مراحل اولیه تا دیالیز در مراحل پیشرفته بیماری است.